# Mesochorus debilis
Mesochorus debilis är en stekelart som beskrevs av Dasch 1974. Mesochorus debilis ingår i släktet Mesochorus och familjen brokparasitsteklar. Inga underarter finns listade i Catalogue of Life.